# Mazus omeiensis
Mazus omeiensis är en tvåhjärtbladig växtart som beskrevs av Hui Lin Li. Mazus omeiensis ingår i släktet Mazus och familjen Mazaceae. Inga underarter finns listade i Catalogue of Life.